# Iwogumoa illustrata
Iwogumoa illustrata är en spindelart som först beskrevs av Wang et al. 1990.  Iwogumoa illustrata ingår i släktet Iwogumoa och familjen mörkerspindlar. Inga underarter finns listade i Catalogue of Life.